# Église Sarria de Floriana
L’église Sarria est une église catholique située à Floriana, à Malte.

## Étymologie
Le nom de cette église n'est que très peu commun. En effet, elle porte le nom de son fondateur, qui n'est pas un saint, mais un chevalier de l'ordre de Saint-Jean de Jérusalem, Martin Sarria Navarra.

## Historique
L'église, construite en 1585, fait face depuis 1675, après que la peste ait frappé la ville, à l'église de l'Immaculée-Conception. Chaque année jusqu'en 1995, une procession votive partait de l'église de l'Immaculée-Conception jusqu'à l'église Sarria.